# Classicula fluitans
Classicula fluitans är en svampart som beskrevs av R. Bauer, Begerow, Oberw. & Marvanová 2003. Classicula fluitans ingår i släktet Classicula och familjen Classiculaceae.   Inga underarter finns listade i Catalogue of Life.